# Inglourious Basterds
Vous lisez un « bon article » labellisé en 2012.
Pour plus de détails, voir Fiche technique et Distribution.
Inglourious Basterds, ou Le Commando des Bâtards au Québec, est un film de guerre uchronique américano-germanique écrit et réalisé par Quentin Tarantino, sorti en 2009.
Le film est présenté en « compétition officielle » au Festival de Cannes 2009.
L'histoire se déroule en France, durant la Seconde Guerre mondiale, et narre la vengeance d'une jeune juive, Shosanna Dreyfus (Mélanie Laurent), dont la famille a été assassinée par les nazis, ainsi que les plans d'un commando de soldats juifs alliés menés par le lieutenant Aldo Raine (Brad Pitt), envoyés en Europe occupée pour éliminer le plus de nazis possible, qu'ils s'appliquent à scalper, avant de s'attaquer avec succès à leurs dirigeants.
Tarantino a commencé à écrire le scénario du film plus de dix ans avant sa sortie mais, ayant des difficultés à le finaliser, a réalisé Kill Bill et Boulevard de la mort avant d'achever ce projet de longue date. Le film, tourné en France et en Allemagne à la fin de l'année 2008, a été, en 2009, un succès commercial et critique, et a reçu de multiples récompenses, notamment pour l'acteur Christoph Waltz, qui a été honoré de nombreux prix pour son interprétation de l'officier SS Hans Landa.
Le titre du film est un hommage au titre anglophone d’Une poignée de salopards (The Inglorious Bastards, 1978), un film de guerre italien réalisé par Enzo G. Castellari, qui s'inspirait lui-même en partie des Douze Salopards (1967). Le titre du film de Tarantino se distingue de l'original par deux fautes d'orthographe volontaires (Inglourious Basterds), lesquelles jouent également sur les accents, qui sont un élément de l'œuvre.

## Synopsis
- Chapitre un : Il était une fois… une France occupée par les Nazis[C 1] (Chapter 1: Once Upon a Time in Nazi-occupied France)

Pendant l'occupation de la France, en 1941, une voiture allemande s'approche d'une ferme appartenant à Perrier Lapadite (Denis Ménochet) qui l'habite avec ses trois filles près de Nancy. Le colonel Hans Landa (Christoph Waltz) de la SS, surnommé « Le Chasseur de Juifs » interroge alors le fermier à propos de rumeurs faisant état d'une famille de Juifs qui serait cachée dans les environs. Après avoir fait pression sur lui, Landa lui extorque l'aveu qu'il cache bien cette famille de Juifs chez lui, puis ordonne à ses hommes de faire feu en direction du plancher sous lequel ils sont cachés. Toute la famille est assassinée, à l'exception de la fille aînée, Shosanna Dreyfus (Mélanie Laurent), qui parvient à s'enfuir sans que Landa la pourchasse, prétendant qu’elle mourra dans la nature mais lui crie qu'ils se reverront.
- Chapitre 2 : Inglourious Basterds (Chapter 2: The Inglourious Basterds)

Au printemps 1944, le lieutenant Aldo Raine (Brad Pitt) du 1er détachement du service spécial met sur pied un commando de huit soldats juifs-américains destinés à être parachutés derrière les lignes ennemies, afin de terroriser les soldats allemands. Raine, qui prétend être un descendant de Jim Bridger, veut utiliser les méthodes des Apaches. Opérant de manière furtive, ils prennent des groupes en embuscade et massacrent systématiquement les soldats de la Wehrmacht, sans oublier de les scalper comme le faisaient les Amérindiens. Les membres de cette unité clandestine menée par Aldo Raine sont surnommés les « Bâtards ». Ils ont pour politique de ne pas faire de prisonniers. Cependant, un soldat nommé Butz est volontairement libéré. Reçu par Adolf Hitler (Martin Wuttke), il narre l'embuscade dans laquelle est tombée sa compagnie. Il raconte au Führer le sauvage assassinat d'un sergent à la batte de baseball par l'un des Bâtards, Donny Donowitz (Eli Roth), surnommé l'« Ours juif », et la raison pour laquelle ils lui ont laissé la vie sauve afin qu'il puisse témoigner auprès de ses supérieurs, après lui avoir gravé au couteau une croix gammée sur le front, car il ne peut pas l'enlever contrairement à son uniforme.
- Chapitre 3 : Une soirée allemande à Paris[C 2] (Chapter 3: A German Night in Paris)

En juin 1944, Shosanna Dreyfus est devenue propriétaire d'un cinéma à Paris, sous l'identité d'Emmanuelle Mimieux. Elle rencontre un soldat allemand féru de cinéma nommé Frederick Zoller (Daniel Brühl). Elle apprend plus tard qu'il est le tireur d'élite embusqué que ses exploits militaires en Italie ont fait connaître et qui ont été mis en valeur dans un film de propagande nazi, La Fierté de la Nation. Zoller, très attiré par Shosanna, convainc le docteur Joseph Goebbels (Sylvester Groth) d'organiser la première du film dans le cinéma de celle-ci. Shosanna réalise rapidement que la présence de nombreux hauts dignitaires nazis lui donne une occasion de venger sa famille et elle décide, avec l'aide de son amoureux noir Marcel (Jacky Ido), d'organiser l'incendie de son cinéma à l'aide des nombreuses pellicules au nitrate, extrêmement inflammables, qu'elle y stocke. Alors qu'elle est conduite de force devant Goebbels, Shosanna voit réapparaître le colonel Landa, affecté à la protection de la soirée, sans que l'on sache s'il l'a reconnue.
- Chapitre 4 : Operation Kino (Chapter 4: Operation Kino)

Archie Hicox (Michael Fassbender), lieutenant de l'armée britannique, est convoqué par le général Ed Fenech (Mike Myers) afin de participer à l’Operation Kino (« Opération cinéma » en français), organisée par une espionne au service des Britanniques, la célèbre actrice allemande Bridget von Hammersmark (Diane Kruger). L'opération consiste à éliminer les nombreux dignitaires et gradés nazis réunis pour la première de La Fierté de la Nation à Paris, en y infiltrant Hicox et deux des Bâtards se faisant passer pour des officiers de la Wehrmacht amis de von Hammersmark. Le rendez-vous de l'actrice et des trois espions, fixé dans la taverne d'un petit village situé à quelques kilomètres de Paris, tourne mal en raison de la présence fortuite d'un groupe de soldats allemands et du major Dieter Hellstrom (August Diehl), de la Gestapo, qui remarque l'étrange accent et la façon toute britannique de commander à boire de Hicox. Leur impasse mexicaine, puis leur affrontement, se soldent par la mort de toutes les personnes présentes, à l'exception de Bridget von Hammersmark, qui est blessée à la jambe dans la fusillade et peut fuir, aidée par Raine. Lorsque celui-ci l'interroge, il apprend que Hitler a également l'intention d'assister à la première et il décide de remplacer les trois espions morts par lui-même, Donny Donowitz et Omar Ulmer (Omar Doom), en se faisant passer pour des amis italiens de l'actrice. Landa enquête sur les lieux du massacre et retrouve une chaussure de femme et un autographe que Bridget von Hammersmark a signé auparavant pour un soldat allemand. Il comprend ainsi qu'elle était sur place.
- Chapitre 5 : Vengeance en très gros plan[C 3] (Chapter 5: Revenge of the Giant Face)

Au cours de la première, Hans Landa fait essayer à Bridget von Hammersmark la chaussure qu'il a trouvée et, l'ayant ainsi confondue, l'étrangle. Il fait ensuite arrêter Raine, ainsi qu'un des Bâtards, Smithson Utivich (B. J. Novak), alors que Donowitz et Ulmer ont déjà pris place dans la salle, les chevilles cerclées d'explosifs. Il propose à Raine de ne pas s'interposer dans leur projet d'attentat au cinéma et de se rendre en échange de l'immunité et d'une retraite dorée aux États-Unis (sur l'île de Nantucket) ainsi que de la citoyenneté américaine, le marché étant scellé avec un officier de l'OSS (Harvey Keitel) via une radio.
Au cinéma, alors que le film est projeté, Zoller s'éclipse et rejoint Shosanna dans la cabine de projection. Celle-ci le repousse une nouvelle fois et alors, qu'il s'irrite de son attitude, lui tire dessus. Il parvient à l'abattre également, avant de mourir. À la quatrième bobine, un film enregistré par Shosanna est projeté à l'écran, informant les personnes présentes qu'elles vont être tuées par une Juive. Au même moment, et après avoir soigneusement condamné toutes les sorties, Marcel met le feu au tas de films au nitrate cachés derrière l'écran, ce qui provoque l'embrasement du cinéma tout entier. Ulmer et Donowitz, s'étant échappés de la salle avant qu'elle ne soit fermée, accèdent à la loge où sont placés Hitler et Goebbels et les fusillent avant de tirer au hasard sur la foule paniquée, jusqu'à ce que les détonateurs placés dans leurs explosifs se déclenchent et soufflent l'ensemble du cinéma.
Landa et un opérateur radio conduisent Raine et Utivich jusqu'aux lignes américaines et, conformément à l'accord passé, se rendent. Utivich menotte Landa pendant que Raine abat l'autre homme, à l'indignation du colonel. Conformément à son refus déjà exprimé de voir un nazi quitter son uniforme, et ainsi masquer ses crimes, Raine lui grave avec son poignard une croix gammée sur le front, et admire son chef-d'œuvre ultime.

## Personnages
| |  |  |
| Les acteurs Brad Pitt et Eli Roth interprètent les deux principaux personnages américains du film, respectivement Aldo Raine, commandant des Bâtards, et son adjoint Donny Donowitz. |  |  |

### Les Bâtards (The Basterds)
- Lieutenant Aldo Raine « Aldo l’Apache » (« Aldo the Apache »), interprété par Brad Pitt

Originaire du Tennessee, Aldo a un fort accent et un grand débit de parole, et un physique de hillbilly des Appalaches, accentué par ses origines amérindiennes, d’où son surnom d’« Aldo l’Apache ». Obsédé par la vengeance et par la lutte contre le racisme, il commande le commando des Basterds, composé de huit soldats juifs américains, avec pour mission de « tuer du nazi ». Lors de sa première apparition dans le film, dans un subtil hommage au sketch de George Carlin, The Indian Sergeant, il ordonne à ses hommes de lui rapporter 100 scalps nazis chacun. Le film n’y fait pas allusion, mais il porte au cou une cicatrice qui fait penser qu’il aurait survécu à un lynchage.
Il est l’un des principaux personnages du film, décrit dans le scénario comme « un hors-la-loi volubile en roue libre », dans la même veine que Jules Winnfield (Samuel L. Jackson) dans Pulp Fiction. Son nom fait référence à l'acteur Aldo Ray, un vétéran de la Seconde Guerre mondiale, dont la carrière d'acteur lui a valu d'apparaître dans plusieurs films de guerre comme Le Cri de la victoire (1955) ou Qu'as-tu fait à la guerre, papa ? (1966), ainsi qu'à Charles Rane, un personnage du film Légitime Violence (1977). Bien qu'il soit le chef du groupe, il est le seul non-Juif, qui veut « transformer l'antinazisme en guerre sainte ».
- Sergent Donny Donowitz « L’Ours Juif » (« The Bear Jew »), interprété par Eli Roth

Adjoint du lieutenant Raine, Donowitz est un homme immense originaire de Boston, « chasseur de nazis à la batte de baseball », surnommé par les nazis « L’Ours Juif », et tellement craint que certains d'entre eux l'assimilent à un golem vengeur invoqué par les Juifs. Tarantino a confirmé que le sergent Donowitz était le père du personnage du producteur Lee Donowitz, qui apparaît dans True Romance.
- Hugo Stiglitz, interprété par Til Schweiger

Psychopathe taciturne d’origine allemande, spécialiste du couteau, Feldwebel (adjudant) de la Wehrmacht, il a assassiné treize officiers de la Waffen SS. Attrapé et torturé par la Gestapo, il est envoyé à Berlin pour servir d’exemple. Mais les Bâtards organisent son évasion et l’incorporent dans leurs rangs. Son nom fait référence à l’acteur de séries B mexicain des années 1970, Hugo Stiglitz. Il est, avec Wilhelm Wicki, le seul germanophone du commando.
- Wilhelm Wicki, interprété par Gedeon Burkhard

Juif austro-allemand, il a émigré aux États-Unis avant les persécutions, et s'est engagé dans l'armée américaine. Il fait office de traducteur lors des interrogatoires menés par Aldo. Le nom Wilhelm Wicki est un mélange entre les noms des réalisateurs Georg Wilhelm Pabst et Bernhard Wicki.
- Les autres Bâtards 
  - Soldat Smithson Utivich « Le Minus » (« The Little Man »), interprété par B. J. Novak
  - Soldat Omar Ulmer, interprété par Omar Doom
  - Soldat Gerold Hirschberg, interprété par Samm Levine
  - Soldat Andy Kagan, interprété par Paul Rust
  - Soldat Michael Zimmerman, interprété par Michael Bacall
  - Soldat Simon Sakowitz, interprété par Carlos Fidel

### Les Britanniques
- Lieutenant Archie Hicox, interprété par Michael Fassbender

Critique de films avant le début de la guerre pour le magazine Cinéma et cinéastes (Films and Filmmakers), il est un élégant et beau lieutenant de l'armée britannique, décrit dans le scénario en ces termes : « Hicox entre, on dirait George Sanders jeune ». Il parle parfaitement allemand, mais se trahira à cause de son accent et de sa façon d'indiquer de la main le chiffre trois (à l'anglo-saxonne et non à l'allemande). C'est l'un des principaux protagonistes du film, bien qu'il ne soit présenté qu'au milieu du film et uniquement au cours du chapitre 4 : Operation Kino. Tarantino explique que « sans qu’il en soit la transposition exacte, il peut faire penser à Graham Greene : l'homme débuta comme critique avant de s’engager dans les commandos,. »
Quentin Tarantino a dévoilé en interview que ce personnage est un descendant d'Oswaldo Mobray (en réalité English Pete Hicox), joué par Tim Roth dans Les Huit Salopards.
| |  |  |
| L'acteur germano-irlandais Michael Fassbender, interprète du lieutenant Archie Hicox, et la Française Mélanie Laurent, interprète de Shosanna, au Festival de Cannes 2009. |  |  |

- Général Edward Fenech, interprété par Mike Myers

Esprit supérieur légendaire de l'état-major britannique, il organise un complot pour l'assassinat de l'état-major nazi. À l’opposé du lieutenant Hicox, il est décrit par Tarantino comme un George Sanders vieux. Le nom du personnage, Ed Fenech, est un hommage à l’actrice franco-italienne Edwige Fenech. Il prend ses ordres du Premier ministre Winston Churchill, interprété par Rod Taylor.

### Les Français
- Shosanna Dreyfus, interprétée par Mélanie Laurent

Une jeune Française juive en cavale. Seule survivante du massacre de sa famille alors que celle-ci était cachée sous le plancher d’une maison de fermier, elle émigre à Paris et devient gérante d’un cinéma sous le nom d’Emmanuelle Mimieux. Pour créer le personnage, Tarantino s'est inspiré de celui de l'espionne interprétée par Dita Parlo dans Salonique, nid d'espions (1937), alors que son nom renvoie à l'actrice qui avait joué dans l’un des films préféré de Tarantino, Le Dernier Train du Katanga, Yvette Mimieux. Il estime que « Shosanna a toujours été un personnage principal » au cours du film. Tarantino avait au départ l’idée d’en faire une « Jeanne d’Arc juive » : « Elle était bien plus bad ass, elle balançait des cocktails Molotov et tirait à la carabine sur les camions nazis, elle s’échappait par les toits. Finalement j’ai transféré ce personnage sur la Mariée de Kill Bill […]. J’ai fait de Shosanna un personnage plus réaliste. C’est une survivante, pas une bad ass. » Pour la préparer à son rôle, Tarantino l'a fait travailler comme projectionniste au New Beverly Cinema de Los Angeles.
- Marcel, interprété par Jacky Ido, joue le fiancé noir de Shosanna, projectionniste dans son cinéma, qui accepte par amour pour elle de l'aider dans son projet d'attentat lors de la première du film.
- Perrier La Padite, interprété par Denis Ménochet joue un fermier dans la campagne française ; il cache une famille de Juifs sous le plancher de son habitation.

### Les Allemands et les nazis
| |  |  |
| Les acteurs allemands Christoph Waltz, interprète du colonel SS Hans Landa, et Daniel Brühl, interprète de Fredrick Zoller, également en 2009. |  |  |

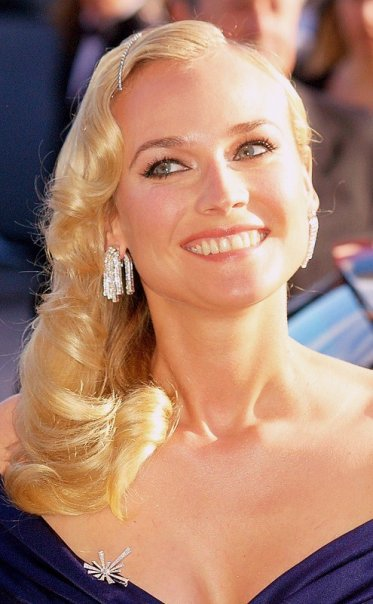
L'actrice Diane Kruger, interprète de Bridget von Hammersmark, au Festival de Cannes 2009.

- Colonel SS (Standartenführer) Hans Landa « Le Chasseur de Juifs » (« The Jew Hunter »), interprété par Christoph Waltz.

Officier du service de renseignements (SD) de la SS, Hans Landa est un homme cultivé, subtil et polyglotte, maniant avec aisance l’anglais, le français et l’italien en plus de l’allemand. Envoyé en France, il est rapidement surnommé « Le Chasseur de Juifs » en raison de son habileté à localiser les Juifs cachés. Gentleman, il mène ses interrogatoires autour d’une table, et, sur un ton badin et poli, il parvient à transformer une conversation en cul-de-sac ne laissant d'autre choix à ses victimes que d’avouer.
Landa est le personnage principal du film, qualifié de héros par Tarantino lorsqu’il explique : « Le film montre qu’à la fin, l’Histoire retiendra que le héros de cette aventure, c’est Hans Landa - c’est son plan, il en est le héros, il recevra la médaille d'honneur du congrès, etc. Mais l’Histoire ne dira rien de Shosanna. »
- Bridget von Hammersmark, interprétée par Diane Kruger. Star de cinéma populaire en Allemagne et espionne pour les Britanniques, elle est à l’origine de l’Opération Kino.
- Caporal (Gefreiter) Fredrick Zoller, interprété par Daniel Brühl.

Jeune héros de guerre arrogant de la Wehrmacht, devenu célèbre en Allemagne pour ses faits d’armes : il a tué près de 300 soldats ennemis à lui seul alors qu’il était retranché au sommet d’un clocher dans une petite ville d’Italie. Joseph Goebbels, ministre de la propagande et second personnage le plus influent du Troisième Reich, voit l’avantage qu’il pourrait tirer d’une telle histoire pour sa mission de propagande, et il réalise un film sur le nouveau héros allemand, La Fierté de la Nation (Stolz der Nation). Zoller pourrait être l’analogue allemand du héros américain de la Seconde Guerre mondiale Audie Murphy, pour les similitudes dans les faits d'armes et dans le fait qu’un film a été réalisé sur leurs exploits (L'Enfer des hommes pour Murphy).
- Major (Sturmbannführer) Dieter Hellstrom, interprété par August Diehl.

Officier en uniforme de la Gestapo, il se trouve dans la taverne choisie par Bridget von Hammersmark comme point de rendez-vous avec les Bâtards germanophones. Il est particulièrement entraîné à reconnaître les accents.
Personnages réels :
- Docteur Joseph Goebbels, interprété par Sylvester Groth, ministre de la Propagande sous le Troisième Reich. Sylvester Groth interprète à nouveau le rôle de Goebbels, qu’il tenait dans Mon Führer : la Vraie Véritable Histoire d'Adolf Hitler[6].
- Adolf Hitler, interprété par Martin Wuttke (Führer, fondateur et figure centrale du nazisme, instaurateur de la dictature totalitaire du Troisième Reich).

## Fiche technique
Sauf indication contraire, les informations mentionnées dans cette section peuvent être confirmées par la base de données cinématographiques IMDb,  présente dans la section « Liens externes ».
- Titre français et original : Inglourious Basterds
- Titre au Québec et Nouveau-Brunswick : Le Commando des Bâtards[14]
- Réalisation : Quentin Tarantino (et Eli Roth pour le film dans le film La Fierté de la Nation)
- Scénario : Quentin Tarantino
- Photographie : Robert Richardson (directeur de la photographie)
- Montage : Sally Menke
- Direction artistique : Sebastian T. Krawinkel
- Décors : David Wasco, Sandy Reynolds-Wasco
- Costumes : Anna B. Sheppard
- Production : Lawrence Bender, Christoph Fisser (coprod.), Henning Molfenter (coprod.), Charlie Woebcken (coprod.), Erica Steinberg (prod. délégué), Harvey Weinstein (prod. délégué), Bob Weinstein (prod. délégué), Lloyd Phillips (prod. délégué)
- Société de production : Universal Pictures, The Weinstein Company, A Band Apart, Zehnte Babelsberg Film
- Société de distribution : Universal Pictures, The Weinstein Company
- Budget : 70 000 000 $[15]
- Pays de production :  Allemagne et  États-Unis
- Langues originales : anglais, français, allemand, italien
- Format : couleur (Technicolor) — 2,39:1 — 35 mm — son Dolby Digital / SDDS / DTS — filmé avec du matériel Panavision
- Genre : film de guerre uchronique
- Durée : 153 minutes (2 h 33), 159 minutes (2 h 39) (version director's cut)
- Dates de sortie :
  - France, Belgique, Suisse romande :  19 août 2009
  - Allemagne, Suisse alémanique : 20 août 2009
  - États-Unis, Canada : 21 août 2009
- Classification :
  - États-Unis : R[N 2]
  - France : - 12 ans[N 3]
  - Québec : 13+[N 4]

## Distribution
Sauf indication contraire, les informations mentionnées dans cette section peuvent être confirmées par la base de données cinématographiques IMDb,  présente dans la section « Liens externes ».
- Brad Pitt (VF : Jean-Pierre Michaël) : le lieutenant Aldo Raine / « Aldo l'Apache »
- Christoph Waltz (VF : lui-même) : le colonel SS Hans Landa / « le Chasseur de Juifs »
- Mélanie Laurent : Shosanna Dreyfus
- Michael Fassbender (VF : Christian Gonon) : le lieutenant Archie Hicox
- Eli Roth (VF : Jonathan Cohen) : le sergent Donny Donowitz / « l'Ours Juif »
- Diane Kruger (VF : elle-même) : Bridget von Hammersmark
- Daniel Brühl : le soldat Frederick Zoller
- Til Schweiger : le sergent Hugo Stiglitz
- August Diehl : le major Dieter Hellstrom
- Gedeon Burkhard : le caporal Wilhelm Wicki
- B. J. Novak (VF : Olivier Brun) : le soldat Smithson Utivich, dit « le Minus »
- Omar Doom (VF : Selim Cleyssen) : le soldat Omar Ulmer
- Sylvester Groth : le docteur Joseph Goebbels
- Julie Dreyfus : Francesca Mondino
- Jacky Ido : Marcel
- Mike Myers (VF : Luc-Antoine Diquéro) : le général Ed Fenech
- Rod Taylor : Winston Churchill
- Martin Wuttke : Adolf Hitler
- Denis Ménochet : Perrier La Padite
- Richard Sammel (VF : lui-même) : le sergent Werner Rachtman
- Alexander Fehling (VF : Jorg Sticken) : le sergent Wilhelm / Pola Negri
- Samm Levine : le soldat Gerold Hirschberg
- Paul Rust : le soldat Andy Kagan
- Léa Seydoux : Charlotte La Padite
- Tina Rodriguez : Julie La Padite
- Lena Friedrich : Suzanne La Padite
- Ludger Pistor : le capitaine Wolfgang
- Bo Svenson : un colonel américain dans La Fierté de la Nation
- Enzo G. Castellari : un général nazi
- Christian Berkel : Éric
- Anne-Sophie Franck : Mathilda
- André Penvern : le vieux vétérinaire français
- Samuel L. Jackson (VF : Frantz Confiac) : le narrateur[16] (non crédité)
- Harvey Keitel (VF : Michel Papineschi) : l'officier américain à la radio (non crédité)
- Quentin Tarantino : un soldat allemand scalpé (caméo)
- Hilmar Eichhorn : Emil Jannings
- Jana Pallaske : Babette
- Maggie Cheung : Ada Mimieux (scènes coupées)

Source : VF,)

## Production

### Genèse et développement

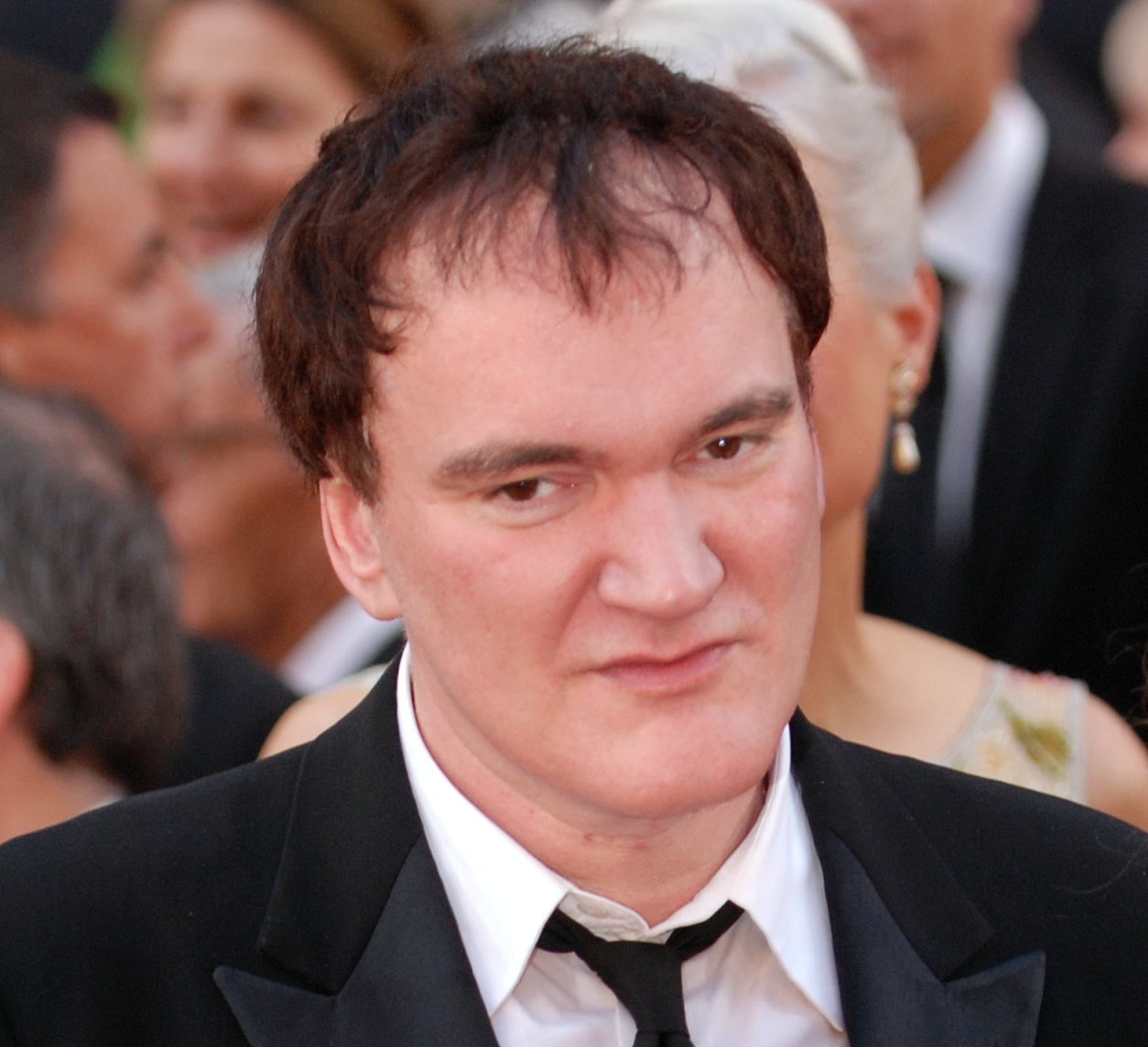
Quentin Tarantino, réalisateur et scénariste du film.

Quentin Tarantino a écrit le scénario d’Inglourious Basterds avec l'idée de réaliser, plus de dix ans avant sa sortie, un western spaghetti se déroulant pendant la Seconde Guerre mondiale. En effet, selon les dires d'Uma Thurman, il aurait commencé à l'écrire après le tournage de Pulp Fiction, juste avant de réaliser Jackie Brown. Considéré par Tarantino comme son chef-d’œuvre, « la meilleure chose que j'aie jamais écrite, », le scénario met en scène son « film d'une bande de gars en mission », comme Les Douze Salopards (The Dirty Dozen), Quand les aigles attaquent (Where Eagles Dare) et Les Canons de Navarone (The Guns of Navarone), qu'il cite comme faisant partie de ses sources d'inspiration.
Quentin Tarantino déclare que l'écriture du scénario lui a pris deux ans, mais que le volume du récit devenait trop important : « j'ai donc écrit une autre histoire avec les mêmes personnages, sur les mêmes thèmes ». Cependant, le nouveau scénario n'avait toujours pas de fin et il décide de réaliser d'abord Kill Bill, dont les deux parties sont sorties respectivement en 2003 et 2004. Après la sortie de ces films, Tarantino s'intéresse à nouveau à son scénario et à l'idée d'en faire une mini-série, mais abandonne rapidement cette option pour revenir à un long métrage mélangeant deux intrigues : un groupe de Juifs américains déterminés à éliminer le plus de Nazis possible et une jeune femme juive voulant venger la mort de sa famille,. Il prévoit de commencer la production du film en 2005, mais elle est retardée pour des raisons d'emploi du temps, notamment sa participation au projet du diptyque Grindhouse avec Robert Rodriguez, pour lequel il réalise Boulevard de la mort (Death Proof) en 2007.
Début 2008, certaines sources parlent d'un film en deux parties, alors que Tarantino annonce un pitch sensiblement différent du scénario final, présenté comme un remake d’Une poignée de salopards (Quel maledetto treno blindato) : « de dangereux criminels s'évadent lorsque des Nazis attaquent le convoi dans lequel ils étaient transportés. Ils décident de s'échapper vers la Suisse et doivent combattre les Alliés et les Nazis pour arriver à bon port ». Finalement, au cours de l'été de la même année, il achève ce qui sera la version définitive de son scénario, découpée en cinq chapitres, chacun ayant son propre « look » et dont le ton est chaque fois différent.

« Avec des soldats américains, des paysans français et la Résistance française et les troupes allemandes d'occupation dans une sorte de no man's land, cela va être mon western spaghetti, mais avec l’iconographie de la Seconde Guerre mondiale. »

— Quentin Tarantino
La forme du film est uchronique,, c'est « une fable sur le thème du cinéma qui a le pouvoir de modifier le cours de l'Histoire ». Le chef maquilleur, Greg Nicotero, explique que « l'idée de départ est contenue dans les premières lignes du scénario : « Il était une fois dans la France occupée…», il s'agit d'une fable, une fable racontée à la manière de Quentin Tarantino. C'est une fable qui vous entraîne le long d'un chemin tout à fait unique dès les premières scènes. »
Le film s'appelait à l'origine Inglorious Bastards, mais le titre est changé quelques jours avant le début du tournage en Inglourious Basterds, pour le différencier du titre anglophone d’Une poignée de salopards, The Inglorious Bastards, un film de guerre italien sorti en 1978 réalisé par Enzo G. Castellari et avec Bo Svenson, qui font tous les deux une apparition dans Inglourious Basterds en hommage au film italien. Si le film de Tarantino a été, par erreur, annoncé comme un remake de celui de Castellari, les deux longs-métrages ont des scénarios très dissemblables.
À propos de l'orthographe du titre, Tarantino indique simplement que la prononciation anglophone (américaine) du mot Bastards (« bâtards » et « salauds » en français) ressemble plus à Basterds : /ˈbæstɝd/. Il ne commente pas la faute dans le mot Inglourious (littéralement « peu glorieux »), correctement orthographié Inglorious, se contentant de répondre que c'est une « prononciation à la Quentin Tarantino, », avec une « touche Basquiat-esque. »
Le scénario terminé est finalement donné à son producteur Lawrence Bender le 4 juillet 2008. Le tournage du film débute le 13 octobre 2008 en Allemagne, soit seulement 14 semaines après le « jour de la publication » (jour de diffusion du scénario final), impliquant une préproduction étonnamment rapide pour un film de cette ampleur,, et il s'achève fin décembre en France.

### Choix des interprètes

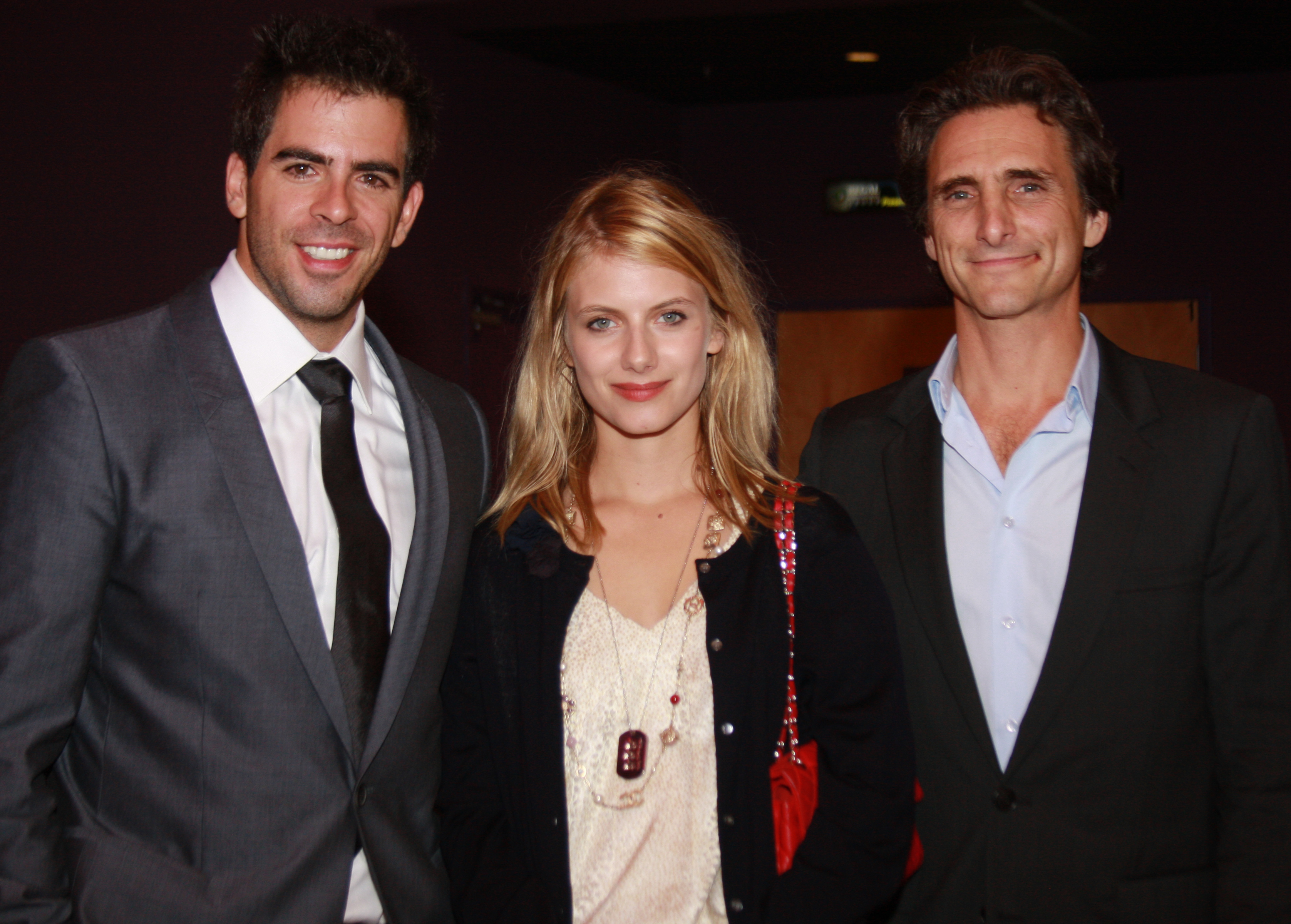
Eli Roth, Mélanie Laurent et Lawrence Bender (producteur) à la première du film en août 2009.

De nombreuses rumeurs précédant la production du film évoquent la participation de Sylvester Stallone dans le rôle d'Aldo Raine, Bruce Willis dans le rôle de Donny Donowitz, Tim Roth dans le rôle du colonel Hans Landa, Michael Madsen dans le rôle d'un personnage non-inclus dans la version définitive du scénario nommé Babe Buchinsky, ou encore Arnold Schwarzenegger dans le rôle d'Hugo Stiglitz. Eddie Murphy, Paul Walker, Johnny Depp, John Travolta, Fred Williamson, Mickey Rourke, John Jarratt et Christopher Walken étaient selon cette même rumeur eux aussi envisagés pour des rôles.
Après l'abandon de Tim Roth pour le rôle du colonel Hans Landa, Tarantino envisage d'offrir le rôle à Leonardo DiCaprio, mais il préfère engager un acteur germanophone pour ce personnage. Il choisit l'acteur autrichien Christoph Waltz, alors inconnu du grand public : « J’ai dit à mes producteurs que j’avais peut-être écrit un rôle injouable. J’ai dit que je ne voulais pas faire ce film si je ne trouvais pas le parfait Landa, je préférais publier le scénario, que faire un film où le personnage serait moins bon que sur le papier. Quand Christoph est arrivé et a auditionné le lendemain, il m’a rendu mon film, ! »
Pour le rôle d'Aldo Raine, Tarantino pense d'emblée à Brad Pitt, qui a rapidement accepté d'intégrer la distribution du film ; Pitt et Tarantino souhaitaient travailler ensemble depuis longtemps, et attendaient le bon projet. Le rôle de Donny Donnowitz, l'« Ours juif », interprété par Eli Roth, est initialement attribué à Adam Sandler, approché par Tarantino avant de décliner l'offre en raison du tournage du film Funny People en 2009. Roth a déjà travaillé avec Tarantino en réalisant la fausse bande-annonce Thanksgiving pour le projet Grindhouse de Quentin Tarantino et Robert Rodriguez. Tarantino, à son tour, a produit ses films Hostel et Hostel, chapitre II. L’acteur-réalisateur Eli Roth a de plus réalisé le film dans le film, La Fierté de la Nation (Stolz der Nation en allemand, Nation’s Pride en anglais), qui met en scène Frederick Zoller, le personnage incarné par Daniel Brühl. Ce mini-film a nécessité 300 figurants et 3 jours de tournage et sur les 5 minutes 30 qu'il dure, seules quelques bribes apparaissent dans Inglourious Basterds.
Le personnage du soldat Omar Ulmer est interprété par Omar Doom, ami de Tarantino depuis 1998, qui l'a toujours encouragé à devenir acteur, et l'a appelé deux semaines avant le début du tournage pour qu'il auditionne pour le rôle. Parmi les autres membres des Bâtards, Gerold Hirschberg (Samm Levine) devait initialement être interprété par l’acteur américain David Krumholtz et le personnage d'Andy Kagan (Paul Rust) a été ajouté après que Tarantino a rencontré Rust. Til Schweiger et Gedeon Burkhard interprètent respectivement les rôles des deux seuls Bâtards germanophones, Hugo Stiglitz et Wilhelm Wicki, et l'acteur et scénariste de The Office, B. J. Novak intègre le casting des Bâtards en août 2008.
Simon Pegg doit à l'origine tenir le rôle du lieutenant britannique Archie Hicox, mais décline en raison d'un emploi du temps surchargé, notamment par sa participation à l'adaptation des aventures de Tintin par Steven Spielberg. Tim Roth est de nouveau pressenti pour le rôle, c'est finalement Michael Fassbender qui incarnera Hicox. Tarantino approche sans succès l'actrice Nastassja Kinski pour le rôle de Bridget von Hammersmark, allant jusqu'à se déplacer en Allemagne pour la rencontrer. Il engage finalement Diane Kruger.
Rod Taylor, qui était officiellement en retraite de sa carrière d'acteur, accepte d'apparaître dans le film pour une scène lorsque Tarantino lui offre le rôle de Winston Churchill. Taylor a d'abord proposé d'engager Albert Finney à sa place, mais consent à participer en raison de ce qu'il appelle la « passion » de Tarantino. Mike Myers, interprète du général Ed Fenech, est un fan de Tarantino, et a proposé ses services, notamment en raison du fait que ses parents faisaient partie des forces armées britanniques. Myers a utilisé une version de la Received Pronunciation pour exprimer le dialecte d'un officier, et a adopté l'attitude d'un homme qui « en a marre de cette guerre et qui pense que si le lieutenant Hicox peut la terminer, tant mieux parce que le pays est en ruines »,.
Avant de revenir à Denis Ménochet, le rôle du paysan français Perrier La Padite a été proposé à d'autres d'acteurs français. Jean Reno a notamment refusé, expliquant : « Les rôles de gros dégueulasse, non merci ! Le rôle du Français qui donne une famille juive dans l'ouverture [du film]. Ça ne m'intéresse pas du tout la caricature américaine du Français pourri. C'était trop manichéen. J'ai dit non » ; il déclare même que le réalisateur aurait « proposé le rôle à la moitié de Paris ». Johnny Hallyday a aussi décliné le rôle. Vincent Lindon l'a lui également refusé : « C’était un rôle pour le début du film qui durait un quart d’heure, vingt minutes, qui était plutôt bien mais en même temps il y avait un film de Stéphane Brizé qui s’appelait Mademoiselle Chambon qui se tournait aux mêmes dates. J’aurais pu faire des pieds et des mains pour que Stéphane Brizé décale son film mais je préfère être le roi dans mon royaume qu’un Français dans un film américain considéré à sa valeur de Français, c’est-à-dire pour un rôle de paysan. [....] Souvent, les Américains ont une façon de filmer et de voir les paysans français un peu bizarre, avec une 4L ou une 2 CV fourgonnette, une cigarette derrière l’oreille. Si je devais aller un jour aller aux États-Unis, je préfère qu’on m’appelle parce que c’est moi qu’ils veulent spécifiquement même pour un petit rôle que faire un rôle de Français dans un film américain. »

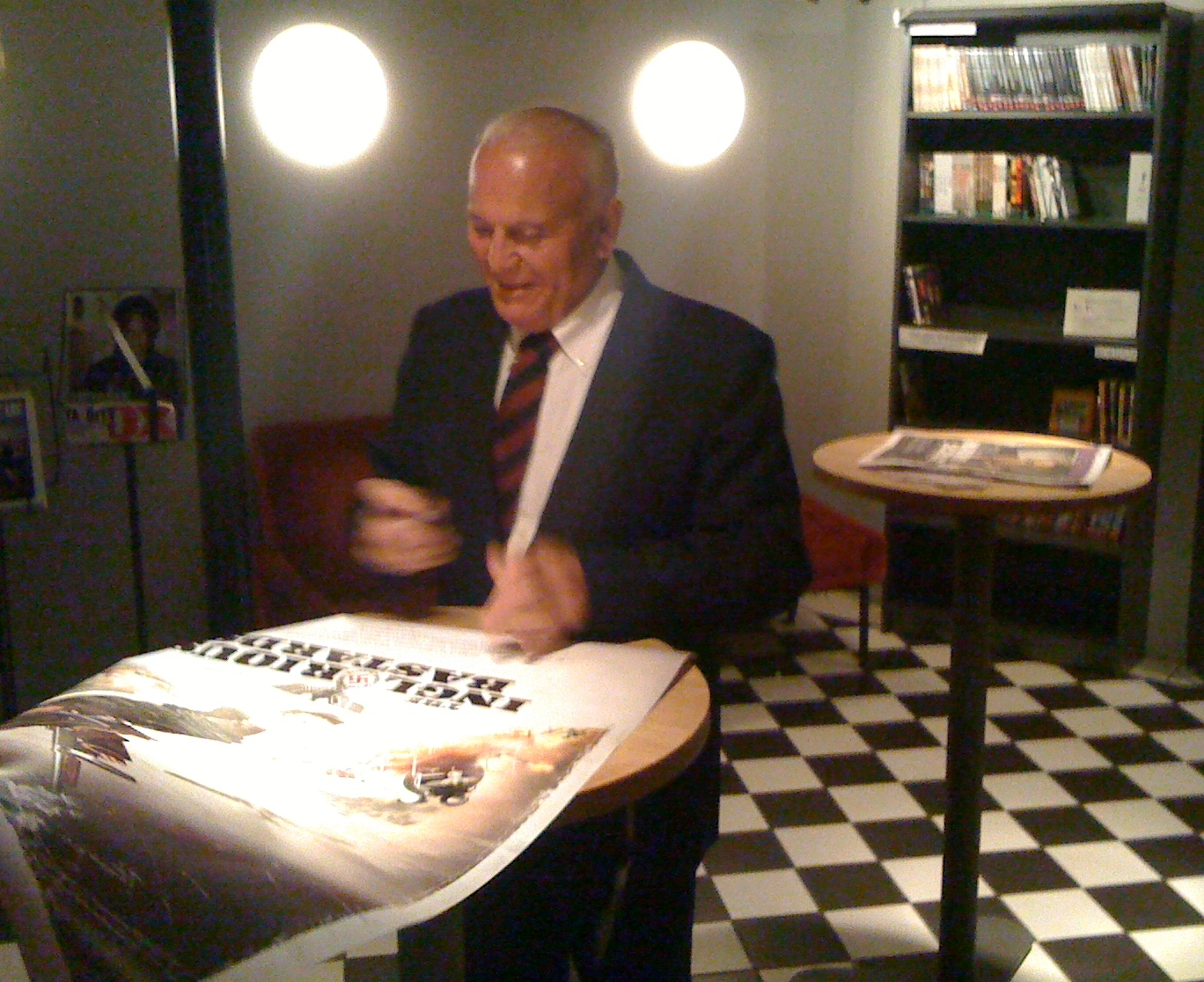
Enzo G. Castellari, réalisateur d’Une poignée de salopards, en train de signer une affiche du film en 2009.

Plusieurs acteurs font des caméos dans le film. Enzo G. Castellari apparaît brièvement dans le rôle d'un officier nazi, alors qu'il avait déjà fait un caméo dans son propre film intitulé Inglorious Bastards en anglais (Une poignée de salopards ou Quel maledetto treno blindato en version originale), mais il était alors dans la SS et avait un rang différent, alors qu'il est général dans la Wehrmacht dans le film. Bo Svenson, acteur principal du film de Castellari, est brièvement aperçu dans le rôle d'un colonel américain dans le « film dans le film » La Fierté de la Nation. Quentin Tarantino apparaît également plusieurs fois dans le film : il est le premier nazi scalpé par les Bâtards ; dans le film dans le film, Stolz der Nation, on peut l'entendre dire « Il faut détruire cette tour, ! » ; et ce sont ses mains qui étranglent Bridget von Hammersmark à la place du colonel Landa. Enfin, les acteurs Samuel L. Jackson et Harvey Keitel, ayant participé à plusieurs films de Tarantino, peuvent être entendus, le premier étant le narrateur, et le second un officier américain de l'Office of Strategic Services avec qui Landa négocie sa reddition.
Certains personnages ont été coupés au montage. Le premier est celui de Mrs. Himmelstein (interprétée par Cloris Leachman), une vieille femme juive habitant à Boston qui boit le thé avec Donny Donowitz, à qui elle signe la batte de baseball. Tarantino a dit qu'il utiliserait peut-être les images dans une éventuelle préquelle. Le second est le personnage d'Ada Mimieux, interprétée par Maggie Cheung. Femme d'une grande beauté, elle est la propriétaire d'un cinéma parisien, le Gamaar. Pour la présentation du film au Festival de Cannes 2009, Tarantino a coupé les scènes où apparaissait Cheung en raison de sa durée (le film présenté dure alors 2 h 28). De plus, certaines sources expliquent qu'il ne voulait pas vexer la présidente du jury Isabelle Huppert, qui a auditionné pour le rôle, mais n'a finalement pas tourné de scène. Pour sa sortie en salles, le film n'a cependant pas été remonté, et Maggie Cheung n'apparaît pas dans le film, même s'il a été un temps question de le remonter pour une durée totale de 2 h 48.

### Tournage

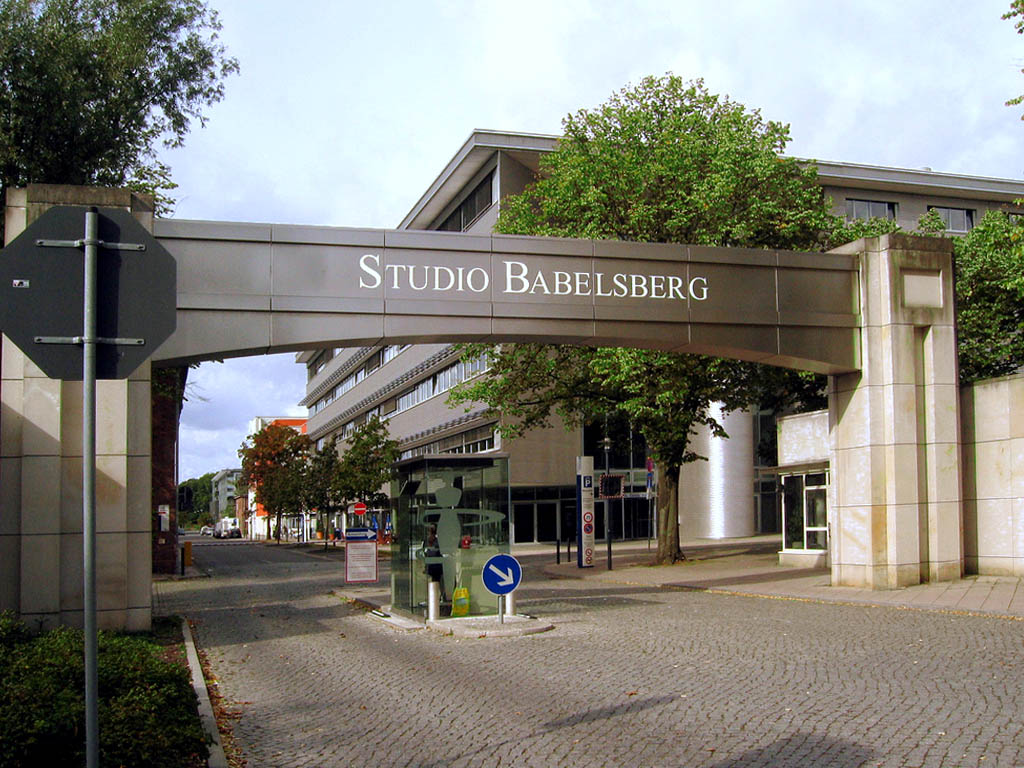
Le film a été tourné en partie aux Studios Babelsberg.

Tarantino s'associe avec la Weinstein Company pour la production de son film, et son producteur fétiche Lawrence Bender participe également, via la société de production A Band Apart de Bender et Tarantino. En juillet 2008, Tarantino et les producteurs exécutifs Harvey et Bob Weinstein accélèrent le programme de production afin que le film soit terminé pour le Festival de Cannes 2009, où le film est finalement sélectionné en compétition officielle. The Weinstein Company distribue le film aux États-Unis, et signe un accord avec Universal Pictures pour financer le reste du film et pour la distribution internationale,.
Le tournage se déroule en France et en Allemagne, et commence en octobre 2008 aux Studios Babelsberg à Potsdam en Allemagne (dont le département de production a participé au financement du film). D'autres lieux de tournage incluent Bad Schandau dans la Saxe, près de la frontière tchèque, le Bistrot La Renaissance au croisement de la rue Championnet et la rue du Poteau à Paris dans le 18e arrondissement de Paris (pour la scène avec Mélanie Laurent et Daniel Brühl au café), ainsi que le fort de Cormeilles et le fort d'Hahneberg, près de Berlin, pour la majeure partie du chapitre 2. Les studios Babelsberg sont utilisés à trois reprises, pour les intérieurs de la ferme des LaPadite, le bar La Louisiane du chapitre 4, scène dont le tournage a nécessité trois semaines, et les intérieurs du cinéma de Shosanna, dont l'incendie final a exigé l'emploi de 160 cascadeurs.  Ce café a été prénommé La Louisiane en hommage à l'hôtel La Louisiane, où Quentin Tarantino a fait de nombreux séjours. Des scènes ont été tournées à Görlitz.
La ville de Nadine, théâtre du quatrième chapitre du film, est imaginaire. Si on se réfère aux indications données dans le film au lieutenant Hicox avant sa mission, elle se situerait dans le département de l'Oise. Un arrêt sur image au moment où la ville apparaît sur la carte permet de la situer entre Crépy-en-Valois et Dammartin-en-Goële, soit à l'endroit exact de la ville de Nanteuil-le-Haudouin. D'ailleurs, toujours à partir du même arrêt sur image, on note que le réalisateur n'a pas pris le soin d'ôter le mot « Haudouin » de la carte.
Le réalisateur allemand Tom Tykwer participe à la traduction en allemand des dialogues anglais du film. Tarantino engage la costumière Anna Sheppard qui avait déjà travaillé sur des projets traitant de la Seconde Guerre mondiale, comme La Liste de Schindler, Le Pianiste ou la mini-série Frères d'armes et David Wasco comme chef décorateur associé à Tarantino depuis Reservoir Dogs. Wasco part pour Berlin immédiatement après son entrevue avec Quentin Tarantino et Lawrence Bender pour des repérages et engage une équipe locale pour toute la durée du tournage. Il s'inspire de salles de cinéma californiennes pour les décors de celle que tient Shosanna à Paris, appelé « Gamaar » à la suite d'une erreur de typographie d'un cinéma où Tarantino allait étant enfant, le Garmar à Montebello. Il doit également contrôler la crédibilité des décors et accessoires : les affiches de films de l'époque ne peuvent pas toutes être utilisées puisque nombre d'entre eux ont été interdits par les Nazis, notamment ceux avec Lilian Harvey, actrice allemande haïe par Joseph Goebbels, ministre de la propagande. Wasco trouve des projecteurs de cinéma qui fonctionnent toujours, et Tarantino tient à utiliser de vraies pellicules au nitrate, utilisées comme élément scénaristique dans le film.
Les comédiens Eli Roth et Omar Doom ont été légèrement blessés lors de la scène de l'incendie du cinéma. Grâce à l'intervention rapide des pompiers du plateau de tournage, la structure ne s'est pas effondrée et les acteurs ont pu en sortir indemnes. Roth a affirmé qu'ils avaient « presque été incinérés » au cours de la scène, où les décors étaient supposés brûler à 400 °C, alors qu'ils se sont consumés à plus de 1 200 °C. De plus, il explique que la croix gammée n'était pas supposée tomber, puisqu'elle était suspendue à des câbles d'acier, mais l'acier s'est liquéfié sous la chaleur.

## Bande originale
Bandes originales par Quentin Tarantino
Boulevard de la mort
(2006) Django Unchained
(2012)
Tarantino voulait initialement qu'Ennio Morricone composât la bande originale de son film. Cependant, celui-ci était indisponible en raison de sa participation à la composition de la musique du film de Giuseppe Tornatore, Baarìa. Tarantino décide cependant d'intégrer huit morceaux créés par Morricone dans le film, dont quatre disponibles sur le CD de la bande originale commercialisée.
La bande originale intègre d'autres morceaux issus de différents genres musicaux, comme le western spaghetti, le R&B et le rock, souvent utilisés précédemment dans des films. C'est la première bande originale de Tarantino à ne pas intégrer des dialogues du film. Le titre d'ouverture de La Fierté de la Nation est Titoli de Angelo Francesco Lavagnino, tiré du film Les Derniers Jours de Pompéi (1959).

### Liste des titres de la bande originale commercialisée
Produite par Quentin Tarantino et Lawrence Bender, Pilar Savone et Holly Adams, la bande originale du film est sortie le 18 août 2009 aux États-Unis.
| 1.  | The Green Leaves of Summer            | Dimitri Tiomkin                   | 1:55 |
| 2.  | The Verdict (Dopo La Condanna)        | Ennio Morricone                   | 1:13 |
| 3.  | White Lightning (Main Title)          | Charles Bernstein                 | 2:54 |
| 4.  | Slaughter                             | Billy Preston                     | 2:49 |
| 5.  | The Surrender (La resa)               | Ennio Morricone                   | 4:47 |
| 6.  | One Silver Dollar (Un Dollaro Bucato) | Gianni Ferrio                     | 2:02 |
| 7.  | Davon geht die Welt nicht unter       | Zarah Leander                     | 2:05 |
| 8.  | The Man with the Big Sombrero         | Samantha Shelton & Michael Andrew | 1:49 |
| 9.  | Ich wollt, ich wär ein Huhn           | Lilian Harvey & Willy Fritsch     | 2:44 |
| 10. | Main Theme from Dark of the Sun       | Jacques Loussier                  | 3:10 |
| 11. | Cat People (Putting Out Fire)         | David Bowie                       | 4:10 |
| 12. | Tiger Tank                            | Lalo Schifrin                     | 1:17 |
| 13. | Un amico                              | Ennio Morricone                   | 2:35 |
| 14. | Rabbia e tarantella                   | Ennio Morricone                   | 3:53 |

## Accueil

### Promotion et sortie

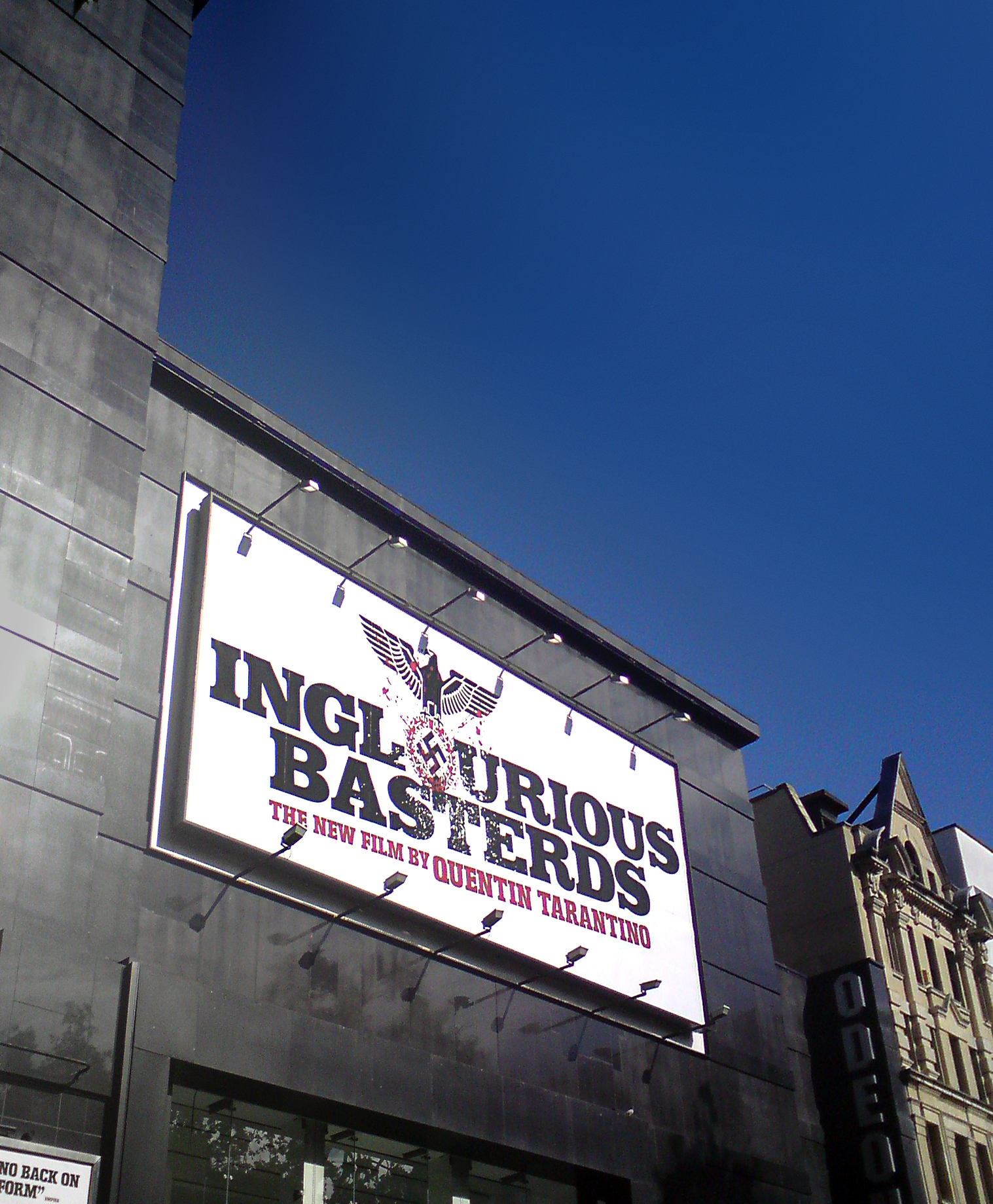
Affiche du film sur un cinéma à Londres.

Le premier teaser du film est diffusé à l'occasion de l'émission Entertainment Tonight, sur la chaîne CBS, le 10 février 2009, avant d'être projeté dans les cinémas américains la semaine suivante. Cette bande-annonce comporte des extraits du discours que tient Aldo Raine à son commando à propos de leur mission, entrecoupé d'autres scènes du film, ainsi que la phrase « Once Upon a Time in Nazi-Occupied France » (« Il était une fois, dans la France occupée par les Nazis »), faisant référence aux westerns spaghetti de Sergio Leone et qui a failli être le titre du film avant que Tarantino ne change d'avis (la conservant néanmoins pour le nom du premier chapitre du film).
Inglourious Basterds est projeté pour la première fois le 20 mai 2009 en compétition officielle au festival de Cannes. Tarantino procède à un ultime montage au mois de juin, ajoutant certaines scènes qui n'ont pu être intégrées pour Cannes faute de temps. Le film est ensuite présenté en avant-première mondiale à Berlin le 28 juillet, et à Montréal lors du festival FanTasia le 29 juillet. En effet, Tarantino a été intégré au programme initial une semaine avant la clôture du festival, le rallongeant ainsi d'un jour. Il sort en France, en Belgique, en Suisse et au Royaume-Uni le 19 août 2009 et aux États-Unis deux jours plus tard.
Dans certains pays (comme en France ou en Allemagne), la croix gammée apparaissant sur l’affiche du film a été supprimée et remplacée par un trou causé par une balle. Cela est dû à des lois interdisant d’afficher une croix gammée autrement qu’à des fins de représentation historique. Ces lois ne s'appliquent cependant pas aux œuvres d'art et seules les affiches publicitaires, et non le film, ont ainsi été censurées,.

### Accueil critique
Le film a été de façon générale bien accueilli par la critique, recueillant 89 % de critiques favorables, avec un score moyen de 7,8⁄10 et sur la base de 299 critiques collectées, sur le site Rotten Tomatoes. Sur le site Metacritic, il obtient un score de 69⁄100, sur la base de 36 critiques collectées. Il figure dans les 250 meilleurs films du classement de l'Internet Movie Database, basé sur les votes du public, avec une note de 8,4⁄10. Les Cahiers du cinéma le classe au troisième rang de leur liste des meilleurs films de 2009.
Roger Ebert, du Chicago Sun-Times, évoque « un film de guerre audacieux » qui démontre une fois de plus que Tarantino est « un réalisateur de délices chimériques » et qui est servi par un remarquable trio d'acteurs (Christoph Waltz, Brad Pitt et Mélanie Laurent). Pour Mick LaSalle, du San Francisco Chronicle, c'est le « meilleur film de Tarantino », à la fois « jubilatoire » et « profondément triste » et qui est plus qu'un « pastiche irrévérencieux ». LaSalle loue également l'interprétation de Waltz, Laurent et Diane Kruger. Richard Corliss, de Time, met en avant les dialogues « souvent admirablement intenses » et le jeu de Waltz, Laurent et Kruger, qui sont « l'âme du film » et estime que Tarantino a dupé tous ceux qui s'attendaient à un film de guerre hollywoodien en réalisant le « film européen le plus grandiose et le plus fou de l'année ». Claudia Puig, de USA Today, évoque une « audacieuse réécriture de l'histoire » pleine de rythme qui « accroche immédiatement » et se termine de façon « gore et éclatante ».
Pour Chris Hewitt, de Empire, c'est un film tranchant et qui devient de plus en plus drôle en approchant du dénouement tout en réservant des dialogues emplis de tension (notamment la scène d'ouverture et celle dans le bar La Louisiane). Seul le troisième chapitre est selon lui trop bavard et nuit au rythme de l'histoire. Lisa Schwartzbaum, d’Entertainment Weekly, lui donne la note de B, évoquant un « monde cartoonesque » et une « fantaisie fiévreuse » dominée par l'interprétation de Waltz. Pour Ty Burr, du The Boston Globe, c'est un divertissement parfois brillant, mais superficiel fait par « un réalisateur doué qui se glorifie de n'avoir rien à dire ».
Pour Manohla Dargis, du New York Times, le film comporte quelques scènes et dialogues marquants, mais est « interminable » et présente le défaut d'avoir pour principal intérêt le personnage de nazi joué par Waltz, qui n'a pas de rival à l'écran et qui est présenté de manière aussi séduisante que la violence est meurtrière. Ann Hornaday, du Washington Post, estime que « Tarantino ne cherche pas à raconter une histoire authentique ou crédible » mais utilise la Seconde Guerre mondiale « comme contexte pour son entreprise actuelle de réutilisation cinématographique », ce qui prive le film « de substance et de signification ».
En France, le film a été globalement accueilli favorablement, obtenant une moyenne de 3,6 étoiles sur 5 pour les critiques de la presse sur le site Allociné. Jean-Pierre Andrevon, de L'Écran fantastique, évoque une « œuvre au scénario bétonné, portée par un art de la mise en scène au cordeau » ; pour Grégory Valens, de Positif, Tarantino renouvelle le genre du film de guerre et procède à « une réinvention de l'Histoire, entre Lubitsch et Guitry » ; Jacques Morice, de Télérama, loue ce « concentré magistral de Tarantino », hommage au cinéma où l'on se « bat surtout avec des mots » et porté par un « Christoph Waltz, très savoureux en génie du mal » ; Jean-Luc Douin, du Monde, estime que Tarantino poursuit la démarche qui a fait son style, « miner les genres hollywoodiens par le fun, réinventer le monde par le cinéma bis », et qui est « jouissive quand il la maîtrise totalement », ce qui est le cas avec cette version remontée après Cannes. Le journaliste pose néanmoins la question : « Si jubilatoire que soit ce dynamitage des faits, restent des questions éthiques, possibles objets de débats à venir. Jusqu'où peut aller le sacrilège historique et à quels risques ? » ; pour Gérard Delorme, de Première, le réalisateur, « plus inspiré que dans ses deux précédents films », « use de ses dialogues pour faire monter la sauce » et « le film trouve un rythme idéal » dans sa seconde moitié ; Philippe Azoury, de Libération, évoque un film qui « est un défi lancé à Hollywood », une parodie où l'on reste « bouche bée devant un scénario qui a, à ce point, perdu toute ascendance non cinéphilique » et où « tout est présenté d'emblée comme faux, abracadabrant, ridicule, d'un comique déplacé, aux variations grotesques », salue au passage une « Diane Kruger épatante » et conclut en écrivant que « ce qui aurait pu n’être chez [Tarantino] qu’une tocade est en passe de devenir le motif majeur de son œuvre foutraque » ; et Fabrice Leclerc, de Studio Ciné Live, s’enthousiasme devant ce « délire savoureux », cette « déclaration d'amour au cinéma » de Tarantino qui est « sûrement son film le plus léger à ce jour » mais « aussi le plus abouti en termes de mise en scène, le plus tenu et le plus accompli » depuis Pulp Fiction et qui bénéficie de « dialogues brillamment tricotés » et d'un « casting d'enfer ».
Parmi les critiques plus mitigés, Carlos Gomez, du Journal du dimanche, estime que « Tarantino s’amuse à faire du cinéma et ça se sent » mais que « pour la première fois, on note des signes clairs d’essoufflement de son inspiration » ; Pascal Mérigeau, du Nouvel Observateur, évoque un film à la fois « puéril et brillant, drôle et lassant, superficiel et vertigineux » où « Tarantino n'innove plus guère, il suit les mêmes recettes, mais ce sont les siennes, et il est le seul à savoir les exécuter » ; et pour Éric Libiot, de L'Express, le film alterne tout le long entre des scènes formidables, comme celle où le « colonel nazi interroge un paysan français », « Vingt minutes magistrales » avec « dialogues en montée dramatique impeccable, mise en scène tendue, jeu exemplaire » et d'autres frustrantes, comme celle « où ces salopards de héros (Brad Pitt et sa clique) investissent un cinéma rempli de Nazis » « séquence sans risques, suspense de garde-meubles, minimum syndical ». Et du côté des critiques négatives, Fausto Fasulo, du magazine Impact, juge que « Tarantino, dont le sérieux n’est visible que dans les brillantes premières minutes […] laisse très rapidement place à une succession de saynètes au comique bavard, tournées dans des décors de carton-pâte rendant instantanément caduque toute velléité de réalisme historique » ; et pour Gaël Golhen, de Première, le film est « navrant, théorique et vide, globalement soporifique et surtout sans chair », « ni plus ni moins qu’une série Z indigne qui ne se soucie même plus de son public ».

### Box-office
Le film est un succès commercial, rapportant 321 455 689 $ au box-office mondial, dont 120 540 719 $ aux États-Unis et au Canada, pour un budget de 70 millions de dollars. Cela en fait le troisième film de Tarantino, après Django Unchained et Once Upon a Time… in Hollywood, ayant réalisé le plus de recettes (il est dépassé toutefois par Pulp Fiction si l'on tient compte de l'inflation), ainsi que le 19e plus gros succès commercial de l'année 2009. Il réalise 2 847 740 entrées en France, 487 000 en Belgique, 329 546 au Québec et 272 607 en Suisse. Dans les autres pays européens, il dépasse les deux millions d'entrées en Allemagne (2 149 124) et au Royaume-Uni (2 000 140), et le million d'entrées en Espagne (1 789 115) et en Italie (1 507 779).
| Pays        | Box-office    | Pays     | Box-office  | Pays               | Box-office  |
| ----------- | ------------- | -------- | ----------- | ------------------ | ----------- |
| +           | 120 540 719 $ | Mexique  | 5 514 816 $ | Finlande           | 2 248 461 $ |
| France      | 24 978 026 $  | Belgique | 5 339 232 $ | Grèce              | 2 171 294 $ |
| Allemagne   | 23 585 703 $  | Suède    | 5 186 536 $ | Corée du Sud       | 2 135 174 $ |
| Royaume-Uni | 16 439 434 $  | Brésil   | 5 050 972 $ | Turquie            | 1 925 299 $ |
| Espagne     | 15 418 489 $  | Autriche | 4 508 064 $ | République tchèque | 1 573 071 $ |
| Italie      | 13 380 924 $  | Norvège  | 4 184 347 $ | Hongrie            | 1 320 254 $ |
| Australie   | 12 328 181 $  | Pologne  | 3 272 227 $ | Nouvelle-Zélande   | 1 238 584 $ |
| Pays-Bas    | 6 874 289 $   | Danemark | 2 599 606 $ | Argentine          | 1 216 394 $ |
| Japon       | 6 604 511 $   | Portugal | 2 308 565 $ | Chili              | 900 805 $   |
| Russie      | 5 981 035 $   | Israël   | 2 255 778 $ | Venezuela          | 855 911 $   |

## Distinctions

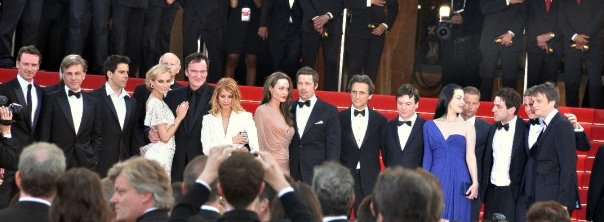
L’équipe du film au festival de Cannes 2009.

Le film a reçu de nombreuses récompenses et Christoph Waltz a été particulièrement honoré pour son interprétation, puisqu'il a remporté le prix d'interprétation masculine au festival de Cannes 2009, mais aussi l'Oscar, le Golden Globe et le British Academy Film Award du meilleur acteur dans un second rôle, pour ne citer que les prix les plus prestigieux. Le film a également été en compétition officielle pour la Palme d'or au festival de Cannes et a reçu (en plus des prix remportés par Waltz) sept nominations à la 82e cérémonie des Oscars, trois à la 67e cérémonie des Golden Globes et cinq à la 63e cérémonie des BAFTA Awards.
Voici un tableau récapitulant les principales récompenses et nominations obtenues par le film. Pour une liste plus complète, se référer à l'Internet Movie Database.

### Récompenses
| Année              | Évènement                           | Prix                                            | Lauréat(es)       |
| ------------------ | ----------------------------------- | ----------------------------------------------- | ----------------- |
| 2009               |                                     |                                                 |                   |
| Festival de Cannes | Prix d'interprétation masculine     | Christoph Waltz                                 |                   |
| Satellite Awards   | Meilleur acteur dans un second rôle | Christoph Waltz                                 |                   |
| 2010               | Oscars du cinéma                    | Meilleur acteur dans un second rôle             | Christoph Waltz   |
| 2010               | Golden Globes                       | Meilleur acteur dans un second rôle             | Christoph Waltz   |
| 2010               | BAFTA Awards                        | Meilleur acteur dans un second rôle             | Christoph Waltz   |
| 2010               | Screen Actors Guild Awards          | Meilleur acteur dans un second rôle             | Christoph Waltz   |
| 2010               | Screen Actors Guild Awards          | Meilleure distribution                          |                   |
| 2010               | Saturn Awards                       | Meilleur film d'action, d'aventures ou thriller |                   |
| 2010               | Critics Choice Awards               | Meilleur scénario original                      | Quentin Tarantino |
| 2010               | Critics Choice Awards               | Meilleur acteur dans un second rôle             | Christoph Waltz   |
| 2010               | Critics Choice Awards               | Meilleure distribution                          |                   |
| 2010               | Empire Awards                       | Meilleur acteur                                 | Christoph Waltz   |
| 2010               | Prix David di Donatello             | Meilleur film étranger                          |                   |
| 2010               | Goldene Kamera                      | Meilleure actrice internationale                | Diane Kruger      |
| 2010               | Prix Sant Jordi du cinéma           | Meilleur film étranger                          |                   |

### Nominations
| Année                             | Évènement                                                | Prix                                         | Nommé(es) |
| --------------------------------- | -------------------------------------------------------- | -------------------------------------------- | --------- |
| 2009                              |                                                          |                                              |           |
| Festival de Cannes                | Sélection officielle - en compétition pour la Palme d'or | Quentin Tarantino                            |           |
| Satellite Awards                  | Meilleure photographie                                   | Robert Richardson                            |           |
| 2010                              |                                                          |                                              |           |
| Oscars du cinéma                  | Meilleur film                                            |                                              |           |
| Oscars du cinéma                  | Meilleur réalisateur                                     | Quentin Tarantino                            |           |
| Oscars du cinéma                  | Meilleur scénario original                               | Quentin Tarantino                            |           |
| Oscars du cinéma                  | Meilleure photographie                                   | Robert Richardson                            |           |
| Oscars du cinéma                  | Meilleur montage                                         | Sally Menke                                  |           |
| Oscars du cinéma                  | Meilleur montage de son                                  | Wylie Stateman                               |           |
| Oscars du cinéma                  | Meilleur mixage de son                                   | Michael Minkler, Tony Lamberti et Mark Ulano |           |
| Golden Globes                     | Meilleur film dramatique                                 |                                              |           |
| Golden Globes                     | Meilleur réalisateur                                     | Quentin Tarantino                            |           |
| Golden Globes                     | Meilleur scénario                                        | Quentin Tarantino                            |           |
| BAFTA Awards                      | Meilleur réalisateur                                     | Quentin Tarantino                            |           |
| BAFTA Awards                      | Meilleur scénario original                               | Quentin Tarantino                            |           |
| BAFTA Awards                      | Meilleure photographie                                   | Robert Richardson                            |           |
| BAFTA Awards                      | Meilleur montage                                         | Sally Menke                                  |           |
| BAFTA Awards                      | Meilleurs décors                                         | David Wasco et Sandy Reynolds-Wasco          |           |
| Screen Actors Guild Awards        | Meilleure actrice dans un second rôle                    | Diane Kruger                                 |           |
| Directors Guild of America Awards | Meilleur réalisateur                                     | Quentin Tarantino                            |           |
| Saturn Awards                     | Meilleure actrice                                        | Mélanie Laurent                              |           |
| Saturn Awards                     | Meilleure réalisation                                    | Quentin Tarantino                            |           |
| Saturn Awards                     | Meilleur scénario                                        | Quentin Tarantino                            |           |
| Saturn Awards                     | Meilleur acteur dans un second rôle                      | Christoph Waltz                              |           |
| Saturn Awards                     | Meilleure actrice dans un second rôle                    | Diane Kruger                                 |           |
| Saturn Awards                     | Meilleurs costumes                                       | Anna B. Sheppard                             |           |
| Critics Choice Awards             | Meilleur film                                            |                                              |           |
| Critics Choice Awards             | Meilleur réalisateur                                     | Quentin Tarantino                            |           |
| Critics Choice Awards             | Meilleure photographie                                   | Robert Richardson                            |           |
| Critics Choice Awards             | Meilleur montage                                         | Sally Menke                                  |           |
| Critics Choice Awards             | Meilleurs décors                                         | David Wasco                                  |           |
| Critics Choice Awards             | Meilleurs costumes                                       | Anna B. Sheppard                             |           |
| Critics Choice Awards             | Meilleur film d'action                                   |                                              |           |
| Empire Awards                     | Meilleur film                                            |                                              |           |
| Empire Awards                     | Meilleure actrice                                        | Mélanie Laurent                              |           |
| Empire Awards                     | Meilleur réalisateur                                     | Quentin Tarantino                            |           |
| Empire Awards                     | Meilleur thriller                                        |                                              |           |
| MTV Movie Awards                  | Meilleur méchant                                         | Christoph Waltz                              |           |

## Analyse

### Rôles du langage et du cinéma
Loin d'être un film sur la Seconde Guerre mondiale, qui sert ici simplement de cadre à l'action et dont le déroulement est grandement travesti, Inglourious Basterds est avant tout un film qui traite de la place occupée dans la vie par le cinéma et le langage. Tous les principaux acteurs du film ont la même nationalité que les personnages qu'ils interprètent (à l'exception de Michael Fassbender, acteur germano-irlandais jouant un personnage britannique) et, dans la version originale, les dialogues sont indifféremment en anglais, en français ou en allemand (ainsi qu'en italien à l'occasion d'une courte scène) suivant les situations et les personnages concernés. À une seule occasion, quand le colonel Hans Landa interroge le fermier LaPadite, des personnages dont l'anglais n'est pas la langue natale ont une discussion dans cette langue et c'est pour une raison d'ordre dramatique et non pour le confort du spectateur anglophone. Tarantino explique à ce sujet au cours d'une interview : « Dans toutes les projections cannoises, quand il dit au fermier LaPadite : « Je parle si mal français que cela me gênerait de continuer dans cette langue, pourrait-on passer à l’anglais pour le reste de la conversation ? », les gens ont ri, parce qu’ils ont présumé qu’il s’agissait d’une convention pour passer du français à l’anglais. […] Mais à la fin de la scène, on comprend pourquoi il le fait. Cela fait partie de sa technique d’interrogatoire : il veut, premièrement, déstabiliser LaPadite en lui interdisant de parler sa langue maternelle et, deuxièmement, pouvoir parler des Juifs cachés sous le plancher sans qu’ils comprennent ce qu’il dit ».
Comme souvent dans les films de Quentin Tarantino, mais tout particulièrement dans celui-ci, les dialogues constituent le cœur du film. Dans chacun des cinq actes, un personnage tente de soutirer des informations à un autre par le biais du langage en procédant à des interrogatoires directs ou plus ou moins déguisés. Pour Julien Hairault, de la revue Versus, ce parti pris de Tarantino d'internationaliser les dialogues lui permet de fondre son goût pour le langage dans la narration et d'aborder les thèmes des différences entre les nationalités et de la manipulation du langage dans un but de travestissement : un Britannique tente de se faire passer pour un Allemand et des Américains pour des Italiens. Plus qu'un moyen de communication, le langage est ici présenté comme une arme et c'est par sa bonne, ou sa mauvaise, utilisation que se décide le succès ou l'échec des personnages.
Dans la version française, la construction du langage est respectée, seules les séquences en anglais, à l'exception du chapitre 1, ont été doublées pour la VF avec les doubleurs français comme Jean-Pierre Michaël doublant Brad Pitt. Mais très souvent, les acteurs jouent leurs scènes dans les dialogues d'origines, et peuvent occasionnellement se doubler eux-mêmes en français pour les séquences en anglais pour la VF, comme Diane Kruger dans le chapitre 4 ou Christoph Waltz dans la dernière partie du film. D'autres acteurs comme les français Mélanie Laurent, Denis Ménochet, Julie Dreyfus et Jacky Ido ou encore l'acteur allemand Daniel Brühl n'ont pas eu besoin de participer au doublage VF, leurs scènes n'ayant pas nécessité de doublage.
Le film est truffé de références cinématographiques et plusieurs des personnages principaux ont un rapport direct avec le cinéma (Mélanie Laurent interprète une propriétaire de cinéma, Diane Kruger une célèbre actrice, Daniel Brühl un soldat amateur de cinéma qui interprète son propre rôle dans un film et Michael Fassbender un officier britannique critique de cinéma dans le civil). Les influences principales concernent le western et plus particulièrement le style des western spaghetti tels que réalisés par Sergio Leone qu'apprécie particulièrement Tarantino et auxquels il fait souvent référence dans ses propres œuvres (le pseudonyme de caméraman Italien joué par Eli Roth est Antonio Margheriti, authentique réalisateur de nombreuses séries B italiennes): lors de l'acte I, d'ailleurs nommé « Il était une fois…dans la France occupée par les Nazis », le méchant rend une visite menaçante au fermier, transposition modernisée d'une scène récurrente de ce genre de films ; par ailleurs plusieurs morceaux d'Ennio Morricone sont utilisés dans la bande originale. Une autre référence de ce film est le cinéma allemand des années 1920 et 1930 (Georg Wilhelm Pabst, Leni Riefenstahl et Emil Jannings sont notamment cités). De manière évidente, le genre du film de guerre est à la base même d’Inglourious Basterds : le « commando des bâtards » est la version de Tarantino des Douze Salopards et le titre du film lui-même reprend celui en anglais d'un film de guerre italien d'Enzo G. Castellari. Enfin, le dernier acte du film se déroule en grande partie dans un cinéma où Shosanna Dreyfus exécute sa vengeance en mettant le feu à des pellicules en nitrate. Le cinéma est donc au centre de l'action et est utilisé de différentes manières, et c'est en quelque sorte la puissance du cinéma qui permet de vaincre les nazis et de modifier le cours de l'histoire,. Le cinéma est aussi le lien qui unit les personnages du film au-delà de leurs affiliations idéologiques. Tarantino glisse également dans son film quelques attaques contre la façon dont les réalisateurs sont relégués au second plan par l'industrie du cinéma hollywoodien (quand Mélanie Laurent dit à Daniel Brühl : « En France, nous respectons les réalisateurs ») et contre les blockbusters (films à gros budget) américains formatés pour plaire au plus grand nombre (quand les spectateurs nazis rugissent d'approbation devant le film de propagande projeté au cinéma).

### Une uchronie?
Le philosophe et spécialiste de cinéma Éric Dufour estime, dans son ouvrage Le Cinéma de science-fiction, que le film Inglourious Basterds relève de l’uchronie ; par « uchronie », l’auteur entend un type de déstabilisation temporelle qui consiste à imaginer, à partir d’un point de divergence fictionnel dans l’histoire, ce qui se serait passé à compter de ce moment-là. Inglourious Basterds serait donc une uchronie puisque Tarantino imagine la mort d’Hitler dans un cinéma parisien où les Allemands célèbrent la première d’un film de propagande. Inglourious Basterds, film autoréférentiel car une bonne partie se déroule dans un cinéma, mêle des références à des films et des acteurs ayant existé (les films de Henri-Georges Clouzot, le personnage d’Emil Jannings) et à des films et des acteurs n’ayant jamais existé. Éric Dufour considère également que le film de Tarantino adopte un ton parodique, farcesque, et se distingue de toute œuvre qui prétendrait avoir une valeur historique. Cela n’empêche pas l’auteur de signaler qu’Inglourious Basterds, en se donnant comme uchronie, en assume pleinement la destination : c'est-à-dire que le film propose une leçon de morale en montrant un conflit entre deux camps, entre deux types d’individus qui incarnent des valeurs n’ayant pas la même légitimité (les nazis d’un côté, les « Basterds » de l’autre).
Charles Renouvier, le philosophe qui a forgé le concept d’uchronie dans son ouvrage Uchronie : l’utopie dans l’histoire (1876), insistait sur sa fonction morale : l’uchronie se fonde sur la liberté morale de l’homme, du simple fait qu’elle s’oppose au fatalisme historique et à l’illusion d’une nécessité du fait accompli. Autrement dit, l’uchronie n’est pas qu’une simple expérience de pensée imaginant un passé différent : elle est aussi une expérience morale dont le lecteur doit pouvoir tirer une leçon. L’uchronie est à la fois divertissante et édifiante : elle montre, à l’aune d’un passé réinventé, comment le futur est entre nos mains. Dans son film, Tarantino ne fait certes pas mourir Hitler comme il est mort, mais il le fait bien mourir, et décime les nazis : selon Éric Dufour, Inglourious Basterds croit donc qu’on peut rappeler certaines valeurs fondamentales en inventant un récit qui s’amuse à refaire l’Histoire en plus drôle, en prenant plaisir à anéantir à nouveau – et de manière symbolique – le régime nazi. L’uchronie de Tarantino équivaut donc à rappeler que la guerre, au sens d’un combat pour de véritables valeurs, est toujours à refaire, l’uchronie présentant l’Histoire comme une tâche infinie.

## Éditions en vidéo
Inglourious Basterds est sorti en DVD et en disque Blu-ray le 15 décembre 2009 en région 1 et le 5 janvier 2010 en région 2. La version en DVD comporte en bonus des scènes coupées ou alternatives ainsi que le film dans le film La Fierté de la nation (les scènes tournées par Eli Roth constituent un court métrage d'une durée de 6 minutes), alors que la version en blu-ray compte en plus une interview de Quentin Tarantino et de Brad Pitt par le journaliste Elvis Mitchell, une interview de l'acteur Rod Taylor, le making-of de La Fierté de la nation, un documentaire en forme de bêtisier sur le tournage et un autre sur Une poignée de salopards d'Enzo G. Castellari. En octobre 2011, les ventes DVD ont déjà rapporté plus de 60 000 000 $, et ce uniquement aux États-Unis.

### Citations originales
1. ↑  Citation originale : « Once upon a time in… Nazi occupied France ».
2. ↑  Citation originale : « German Night in Paris ».
3. ↑  Citation originale : « Revenge of the Giant Face ».
4. ↑  Citation originale : « A voluble, freewheeling outlaw. ».
5. ↑  Citation originale : « Baseball bat-swinging Nazi hunter. ».
6. ↑  Citation originale : « Shosanna was always a main character. ».
7. ↑  Citation originale : « Some of the best writing I've ever done. ».
8. ↑  Citation originale : « Bunch-of-guys-in-a-mission film. ».
9. ↑  Citation originale : « Instead of airing it on the big screen, he intended to treat his fans to something new and turn it into a mini-series. [...] The World War II movie is based around two storylines: a group of Jewish-American soldiers determined to take down as many Nazis as possible and a young Jewish woman trying to seek revenge for the death of her family. ».
10. ↑  Citation originale : « I'm going to find a place that actually resembles, in one way or another, the Spanish locales they had in spaghetti westerns – a no man's land. With US soldiers and French peasants and the French resistance and German occupation troops, it was kind of a no man's land. That will really be my spaghetti Western but with World War II iconography. But the thing is, I won't be period specific about the movie. I'm not just gonna play a lot of Édith Piaf and Andrews Sisters. I can have rap, and I can do whatever I want. It's about filling in the viscera. ».
11. ↑  Citation originale : « Quentin Tarantino spelling. ».
12. ↑  Citation originale : « I told my producers I might have written a part that was un-playable," Tarantino said. "I said, I don't want to make this movie if I can't find the perfect Landa, I'd rather just publish the script than make a movie where this character would be less than he was on the page. When Christoph came in and read the next day, he gave me my movie back. ».
13. ↑  Citation originale : « I'm fed up with this war and if this dude can end it, great because my country is in ruins. ».
14. ↑  Citation originale : « I implore you, we must destroy that tower! ».